# Asociación Argentina de Intérpretes
La Asociación Argentina de Intérpretes -AADI- es una entidad sin fines de lucro que desde 1954 es responsable de la percepción, administración y distribución de los derechos consagrados en el artículo 56 de la Ley 11.723. Nuclea a todos los artistas intérpretes argentinos y representa a los extranjeros para la administración de sus derechos de interpretación en nuestro país.

## AADI Federal
La Asociación Argentina de Intérpretes tiene su casa central en la Ciudad Autónoma de Buenos Aires, tres sedes en las ciudades de Córdoba, Corrientes y Santa Fe, y una oficina en Neuquén, puntos donde se les brinda asesoramiento tanto a los asociados como a aquellos que desean integrar la asociación. 

## AADI Internacional
Desde hace décadas, AADI participa activamente en la OMPI -Organización Mundial de la Propiedad Intelectual-, específicamente en dos Comités: el Permanente de Desarrollo de la Propiedad Intelectual y el de Derechos de Autor y Conexos. Desde allí, sostiene de manera férrea su posición de defensa del derecho de intérprete ante la tendencia mundial que pretende retacear  la protección de los derechos intelectuales bajo pretexto de acceso a la cultura y al interés general.

AADI también es parte fundamental de FILAIE -Federación Iberolatinoamericana de Artistas Intérpretes o Ejecutantes-, ejerciendo la Vicepresidencia 1ª de esta entidad que permanece atenta y guardiana de los derechos conquistados a través de los años en los países que comprende.

## Acciones Culturales
Debido a su impronta artística y a su carácter de asociación civil sin fines de lucro, la Asociación Argentina de Intérpretes lleva adelante una serie de ciclos culturales, tanto para beneficio de sus asociados como de la comunidad toda.

Es así como, desde hace más de una década, organiza los Recitales de Música Popular AADI Haciendo Caminos, que ofrecen escenarios a intérpretes músicos de todas las regiones -tanto consagrados como nóveles-, con entrada libre y gratuita.

Por otra parte, AADI cada año pone a disposición de sus asociados, también en forma gratuita, una grilla de Capacitaciones con reconocidos maestros de la interpretación.

## Consejo Directivo
Presidente        Susana Rinaldi       

Vicepresidente 2°        Juan Carlos Cirigliano

Secretario General       Zamba Quipildor

Prosecretario           Sergio Vainikoff

Prosecretario 2°        Nicolás Ledesma

Tesorero                 Horacio Cabarcos

Protesorero             Pablo Agri

Protesorero 2°          Juan Carlos Cuacci

Secretario de Actas      José Colangelo

Prosecretaria de Actas  Teresa Parodi

Vocal Titular 1°         Guillermo Novellis

Vocal Titular 2°         Víctor Scavuzzo

Vocal Titular 3°         Mavi Díaz

Vocal Titular 4°         Miguel Ángel Tallarita

Vocal Titular 5°         Gustavo Satler

Vocal Suplente 1°        Fabián Gallardo

Vocal Suplente 2°        Sandra Mihanovich

Vocal Suplente 3°        Lilián Saba

Vocal Suplente 4°        Carolina Folger

Órgano Fiscalizador      Mario Arce

Órgano Fiscalizador      Mario Bofill